# S・G・ブリンクリー
S・G・ブリンクリー (Samuel G. Brinkley、1850年9月21日 - 1929年12月13日)は、19世紀から20世紀にかけて最長の髭(約163cm)の所有者として知られる。

## 経歴
1850年9月21日にヤンシーで生まれた彼は、家族でブラディーンへ引っ越し、教師として生計を立てた。20代から髭を伸ばし始め、髭を見せ物にし数千ドル稼ぎ、普段はそれをポーチの中にしまっていたという。